# SNCF-rijtuigen VB2N
Voiture de Banlieue à 2 Niveaux of VB2N is een type treinstam gebruikt door de Franse spoorwegen voor voorstadstreinen in Île-de-France.
De rijtuigen zijn in 1974 gebouwd als opvolgers van de voitures État à 2 etages, een dubbeldeksrijtuig dat in 1933 gebouwd is voor de Chemin de Fer de l'État. Ze worden gebruikt op de voorstedelijke lijnen van en naar de stations Paris Saint-Lazare en Paris Montparnasse. In het verleden zijn zij ook gebruikt van en naar het Paris-Est, op de verbinding naar Tournan, totdat de RER E werd gebouwd, en op de lijnen van en naar Paris-Nord, waar zij vervangen werden door moderner materieel.

## Beschrijving

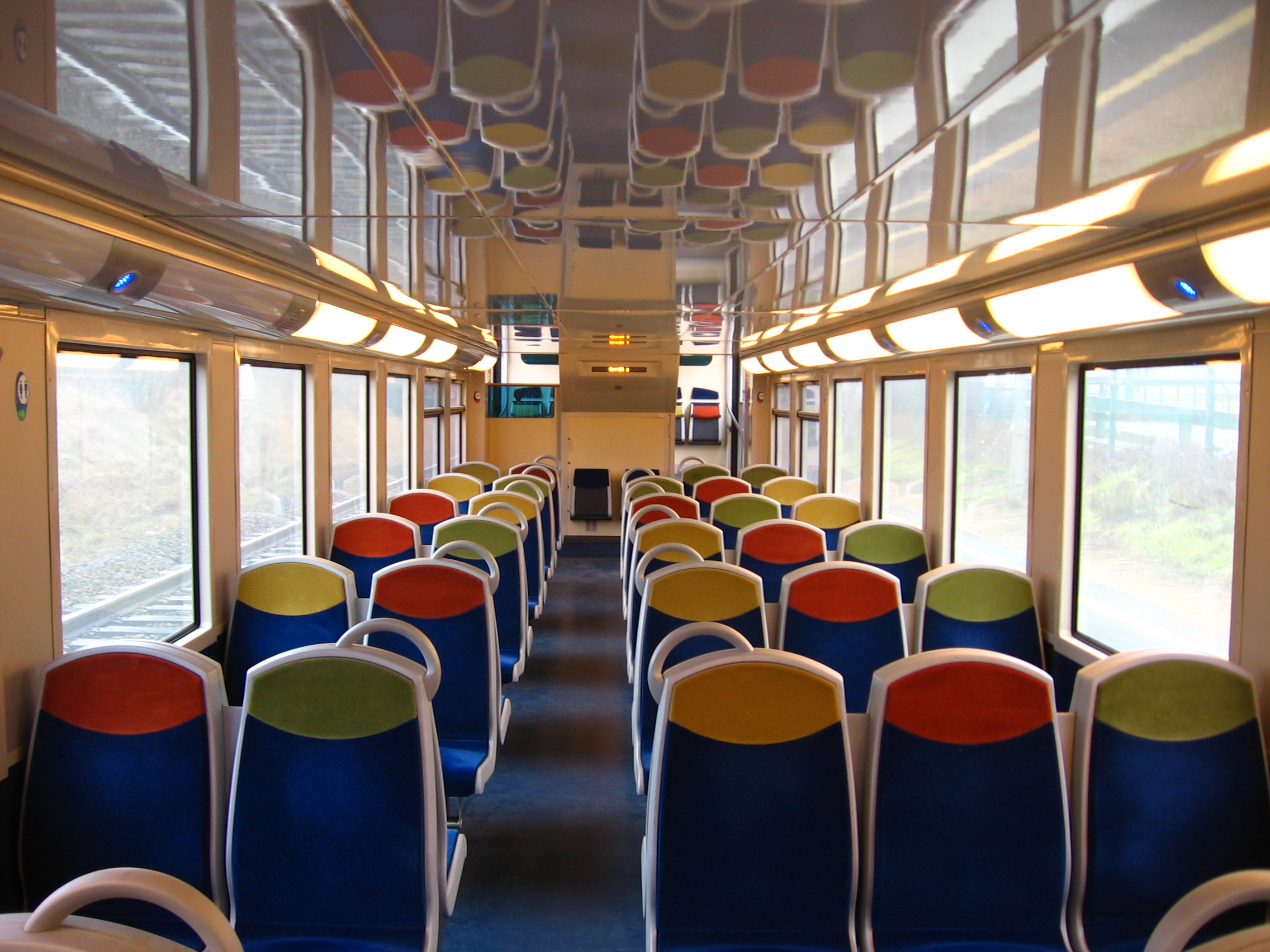
Interieur van een verbouwde treinstam

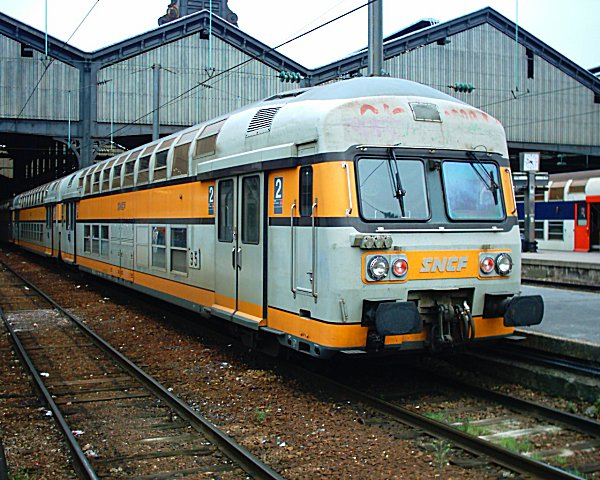
Oorspronkelijke oranje kleurstelling

Een rijtuig is 24,28 meter lang en heeft een leeggewicht van 48 ton. Het VB2N-materieel is een treinstam, de rijtuigen hebben dus geen motoren, maar worden geduwd en getrokken door een locomotief. AAn de andere kant komt een stuurstandrijtuig, waarmee een trek-duwtrein wordt gevormd. De rijtuigen zijn dubbeldeks. Alle rijtuigen hebben toiletten, afgezien van die aan het uiteinde van de treinstam. Sinds 2003 onderging het materieel een grondige revisie, waarbij binnen- en buitenkant, stuurstand en het elektrische systeem grondig verbeterd werden.
De VB2N bleek al snel niet erg geschikt voor diensten waarin veel gestopt moet worden: vanwege het hoge gewicht was een hoog vermogen nodig van de locomotieven, en de toenmalige locomotieven bleken daar niet geschikt voor. De instroom van het veel krachtigere locomotieftype BB 27300 heeft dat probleem voor een deel opgelost, maar alsnog worden er liever minder tussenstops gemaakt. Een ander probleem werd duidelijk naarmate het materieel ouder werd. De draaistellen werden door slijtage steeds luidruchtiger: Bij passage van een station met een snelheid hoger dan ongeveer 75 km/h wordt het geluid van de draaistellen zodanig hoog dat geluidschade optrad. Dat is mede door de hoge aslast van 24 ton per as. Men heeft getracht dit op te lossen door de assen te vervangen, maar dit heeft maar matig effect gehad.

## Diensten
Het materieel rijdt op de volgende Transilien-lijnen:

### Transilien J
De treinstammen worden ingezet op alle diensten van lijn J.
Er wordt gereden met locomotieven type BB 27300. De nummering van de stammen begint vanaf 90 bij de originele kleurstelling, vanaf 101 voor de Île-de-France-kleurstelling, en vanaf 201 voor die Transilien-kleurstelling.

### Transilien N
Vanaf Station Montparnasse rijden de treinen naar Rambouillet, Dreux en Mantes-la-Jolie via Plaisir-Grignon. Ze zijn genummerd met een 7 gevolgd door een letter (bijvoorbeeld "7G"). De gebruikte stammen zijn overgeheveld van het netwerk van en naar Paris Saint-Lazare. Er wordt met zeven in plaats van zes wagons gereden. Er worden alleen BB 27300-locomotieven ingezet omdat een deel van de lijn met 1500 volt gelijkspanning geëlektrificeerd is, en de rest met 25 kV wisselspanning.